# Phillipp Mwene
Phillipp Mwene, född 29 januari 1994 i Wien, är en österrikisk fotbollsspelare som spelar för Mainz 05 och Österrikes herrlandslag i fotboll, där han är med i truppen vid fotbolls-EM 2024.